# Uvella chamaemora
Uvella chamaemora, jedna od dviju vrsta zelenih algi iz roda Uvella, porodice, reda i razreda incertae sedis. Opisana je 1824. Slatkovodna je vrsta.